# 真岡警察署
真岡警察署（もおかけいさつしょ）は、栃木県警察が管轄する警察署の一つである。

## 管轄区域
- 真岡市
- 芳賀郡益子町、芳賀町

## 所在地
- 栃木県真岡市荒町115番地

## 沿革
- 1874年（明治7年）：真岡警察掛出張所として設置
- 1877年（明治10年）：宇都宮警察署真岡分署となる
- 1880年（明治13年）：真岡警察署として独立
- 1978年（昭和53年）：現在地に移転新築

## 交番

### 真岡市
- 真岡駅前交番（真岡市台町2474番地1）
- 長田交番（真岡市長田1973番地3）

### 益子町
- 益子交番（芳賀郡益子町大字益子2000番地3）

## 駐在所

### 真岡市
- 飯貝駐在所（真岡市飯貝553番地3）
- 下籠谷駐在所（真岡市下籠谷2501番地1）
- 小林駐在所（真岡市小林555番地2）
- 西田井駐在所（真岡市鶴田9番地83）
- 中駐在所（真岡市中259番地16）
- 久下田駐在所（真岡市久下田3丁目74番地6）
- さくら駐在所（真岡市さくら2丁目1番地3）
- 物井駐在所（真岡市物井1181番地36）
- 長沼駐在所（真岡市長沼1067番地3）

### 益子町
- 田野駐在所（芳賀郡益子町大字長堤520番地1）
- 七井駐在所（芳賀郡益子町大字大沢46番地7）
- 小宅駐在所（芳賀郡益子町大字小宅253番地4）

### 芳賀町
- 下延生駐在所（芳賀郡芳賀町大字下延生1717番地6）
- 祖母井駐在所（芳賀郡芳賀町大字祖母井536番地4）
- 芳志戸駐在所（芳賀郡芳賀町大字芳志戸2069番地）
- 下高根沢駐在所（芳賀郡芳賀町大字下高根沢598番地2）
- 西水沼駐在所（芳賀郡芳賀町大字西水沼341番地）